# كلينتون بوريل
كلينتون بوريل (بالإنجليزية: Clinton Burrell)‏ هو لاعب كرة قدم أمريكية أمريكي، ولد في 4 سبتمبر 1956 في فرانكلين في الولايات المتحدة.

## وصلات خارجية
- كلينتون بوريل على موقع مرجع كرة القدم المحترفة.كوم (الإنجليزية)